# Øygarden
Øygarden és un municipi situat al comtat de Vestland, Noruega. Té 4.852 habitants (2016) i la seva superfície és de 66,75 km². El centre administratiu del municipi és el poble de Rong.